# 汉比伦
汉比伦是德国下萨克森州的一个市镇。总面积56.72平方公里，总人口10055人，其中男性4917人，女性5138人（2011年12月31日），人口密度177人/平方公里。